# Ocaria sadiei
Ocaria sadiei is een vlinder uit de familie van de Lycaenidae. De wetenschappelijke naam van de soort werd als Thecla sadiei in 1901 gepubliceerd door Weeks.

## Synoniemen
- Thecla arpoxida Draudt, 1920
- Thecla variegata Lathy, 1936
- Lamasa robbinsi Johnson, 1992